# David Urquhart

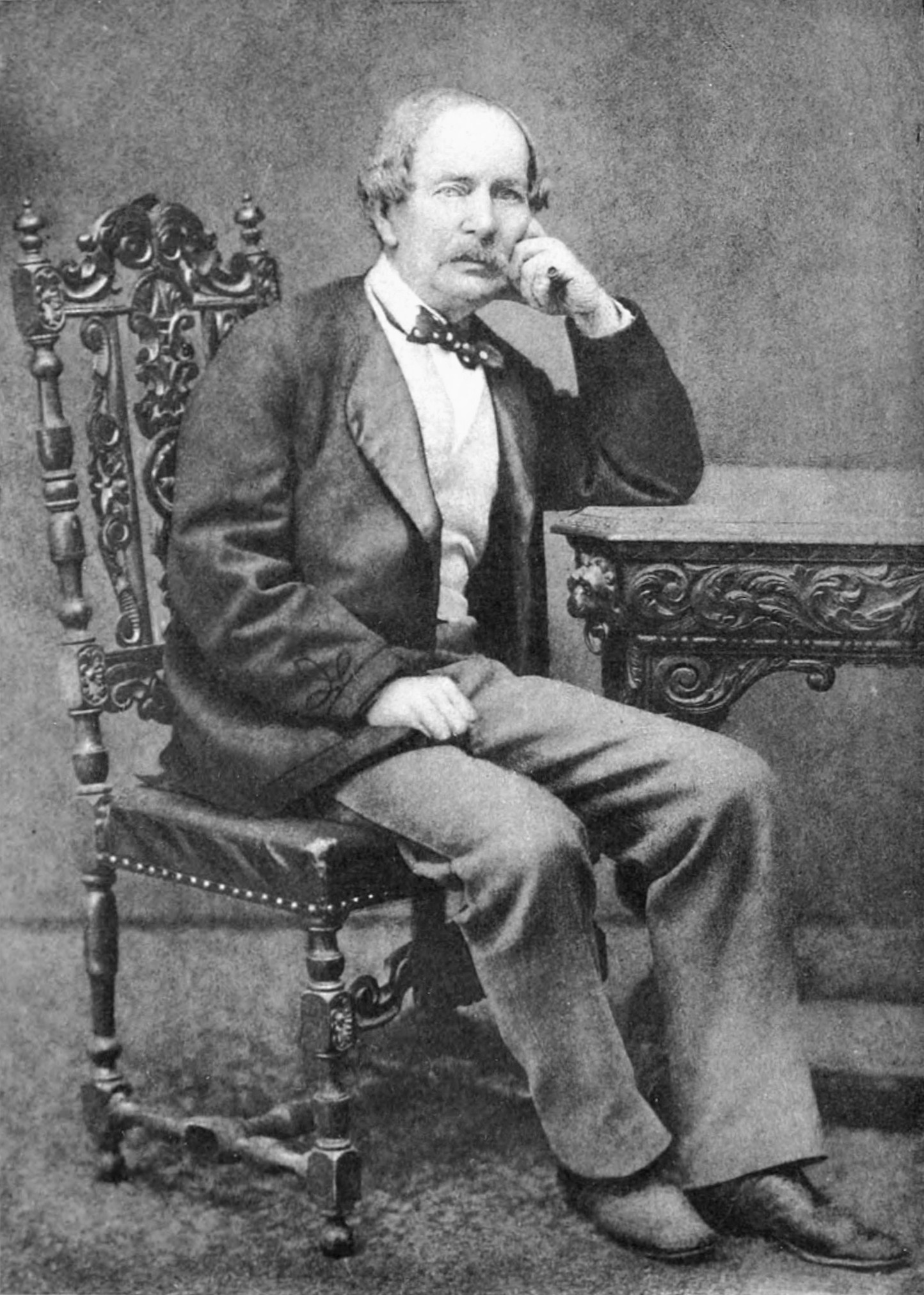
David Urquhart.

David Urquhart, född den 1 juli 1805 i skotska grevskapet Cromarty, död den 16 maj 1877 i Neapel, var en brittisk politiker och publicist.
Urquhart, som tillhörde en skotsk gammaladlig jakobitsläkt, vistades 1827–1829 i Grekland, en tid som frivillig i grekiska frihetskriget, och de följande två åren i Konstantinopel. I skriften Observations on european Turkey (1831) sökte han visa, att Turkiet var en livskraftig stat, men att Ryssland strävade efter en upplösning av det osmanska väldet och därmed även hotade Storbritanniens intressen. Därefter företog Urquhart vidsträckta resor i Orienten för att få närmare kännedom om Rysslands kommersiella och politiska inflytande samt skrev Turkey and its resources (1834) jämte flera hetsiga broschyrer för att övertyga västmakterna om nödvändigheten av att stödja Turkiet mot Ryssland. I den uppseendeväckande publikationen Portfolio (som bland annat innehåller hemliga ryska statshandlingar; utgiven 1835–1837) avslöjade han ytterligare Petersburgkabinettets erövringsplaner. Åren 1835–1837 var Urquhart brittisk ambassadsekreterare i Konstantinopel och stödde som sådan samt i sina skrifter energiskt brittiske ambassadören sir Stratford Cannings politik. Urguhart var 1847–1852 underhusledamot och bedrev ända till 1855 en envis agitation mot lord Palmerstons politik, som han påstod vara förtäckt ryssvänlig och förrädisk mot de brittiska intressena. Genom dylika överdrifter förverkade Urquhart alltmer sina landsmäns sympatier. Från 1864 till sin död vistades han av hälsoskäl på kontinenten. Bland Urquharts arbeten märks ytterligare: Exposition of the affairs of Central Asia (1840), The progress of Russia in the west, north and south (1843), Travels in Spain and Morocco (1849), Recent events in the east (1854) och The Lebanon (1860, författad med anledning av fejderna mellan druser och maroniter). Urquhart införde i England bruket av turkiska varmluftsbad, vilka han livligt förordade bland annat i Turkish bath (1856; ny upplaga 1865).